# 助監督 (映画スタッフ)
助監督（じょかんとく、Assistant Director）は、テレビドラマ・映画における演出部の職種である。テレビの「アシスタントディレクター」（AD）とは大きく異なる。
演出にかかわる様々な業務に携わる。また監督と各部の橋渡し的な役割を担ったりする。スケジュール作りや、現場の進行もその業務に含まれる。一言にスケジュール作りと言っても、それを紙に書き記すまでには、ありとあらゆる調整をこなさなくてはならず、助監督が優秀か否かによっては、現場がうまく行くことも破綻することもあり、映画作りの現場における要とも言える重要な立場である。スケジュールや現場も作品にとっての重要な演出の意味が含まれるのである。また、現場の進行にはいわゆる弁当や、車両の出し入れといった業務は含まれない。これらの業務は「制作部」が担う場合が多く、俳優の連絡や送り迎えなどの面倒見は「演技事務」(プロダクションによって「俳優担当」)「アシスタントプロデューサー(AP)」が行う。「AP」は映画・ドラマ両方にいるが、「演技事務」は映画にしかいない。映画の場合「演技事務」が俳優部周り、「AP」が宣伝や仕上げを担当する。
現場で働く助監督の多くはフリーで活動し、作品ごとで制作会社と契約していくことになる。

## 概要
映画における助監督は、テレビ業界での「フロアディレクター」（FD）及び「アシスタントディレクター」（AD）に相当する。なお、バラエティ番組や報道番組などにもFD・ADは存在するが、ドラマ、特に映画のそれとは似て非なる職種である。
テレビ、ドラマのいわゆるADが雑用的な使い走りパートであることに比して、映画界の助監督、特にチーフ助監督は、他のパートのメインスタッフ、撮影、照明、美術、録音といった責任者と同等の立場であり、ギャラも原則的には同等である（年齢やキャリアによっては異なる）。日本ではアシスタントとつくと、なにか半人前の修行中のような印象がついてしまうが、アメリカではアシストという立場はサッカーの得点と同じく、助手ではなく対等関係である。映画界では「映画監督は素人でもできるが、チーフ助監督は素人にはできない」と言われている。現にハリウッドでは新人監督が映画を撮る場合、助監督の方がギャラが高かったり、権限が強かったりすることもある。またエグゼクティブプロデューサー兼助監督などという兼務があったりする。いずれにせよ、助監督＝監督に顎で使われる使いっ走りという印象は原則として映画界では大きな間違いである。もちろん、ケースバイケースではあり、特にTVなど少人数の現場ほどアシスタントの立場は軽いことから、コントなどで「虐められる助監督」のイメージが流布されてしまったきらいはある。

## 序列と職務
一般に助監督にはチーフ、セカンド、サード、フォースなどの序列がある。各助監督は、映画監督とは全く異なる職種である。往年の映画会社においては、助監督で修行を積むことが監督へのほぼ唯一の道であったが（会社の方針によって石原慎太郎や大林宣彦のように助監督の経験がない者が監督を務める際、助監督が反対することが多かった）、現在では監督になる意志のないフリーの助監督も存在する。
他方、監督の代行として演技を指示したり、別班を指揮して一部のシーンを撮影する場合がある。その者には「監督補佐（監督補）」などの助監督とは異なる役職が与えられる（黒澤明の『夢』における本多猪四郎など）。「B班監督」などと呼称される場合もある。
チーフ
チーフ助監督（以下、特に「助監督」の記載は省略する）は、主に撮影や準備などの全体のスケジュールを担当する。さまざまな段取りや調整が必要になるため、常に現場に居るとは限らない。そのため、撮影所システム全盛期の映画界では、現場の補佐役であるセカンドをなるべく長く勤め、チーフを短期間で通過するようなキャリアが最も修行になると言われていた。また各部署とのトップとやりとりをすることも多く、打ち合わせの際などは進行役を務めることが多い。監督に指名されて呼ばれることが多いが、制作会社やプロデューサーから呼ばれることも多い。
セカンド
セカンドが責任を持つのは、衣裳・メイクとのやり取りの担当と、現場の進行である。現場のスタッフの動きや俳優部の動きをしっかり確認し、現場を見渡す力が求められる。また、映画の進行上重要でない端役やエキストラに対する演技指示も行う。よって、撮影現場で忙しく飛び回っているのは、チーフではなくセカンドか次のサードである。セカンド以下の助監督はチーフから呼ばれて仕事を受けることが多い（サード以下はセカンドに呼ばれることもある）。現場を統括する補佐役であり、監督修行としてはもっとも重要なキャリアと言われる。日活の長谷部安春のように、チーフを省略して監督昇進した例もある。

なお、松竹の現場においては、セカンドがスクリプターを担当するのが伝統となっている。同社から助監督を多く引き抜いて制作開始した日活においてもこの伝統は一時継承された。
サード
サードは主に美術・装飾や小道具などとのやり取りを担当する。劇中でつくられる様々なものの文字情報はこのサードが考えていることが多い。大人数のエキストラを使う現場ではセカンドの指示のもと、一緒に演出に及ぶこともある。また劇中で登場する写真などの演出・撮影をスチールカメラマンの協力のもとに行う。
フォース
フォースは主にサードの助手的仕事内容となる。また、撮影開始のカチンコを叩くのもサード又はフォースの仕事となっている。なお、劇中に登場する動物は多くは制作部の扱いになるが、フォース以下の助監督が管理する場合もある。これは、出演のタイミングの管理であり、非登場時の世話は含まれない。

## エンドロールでの表示
映画スタッフの大半が映画会社の社員であった時代においては、助監督として表示されるのはチーフのみか、せいぜいセカンドまでであり、それ以下の者は省略されていた。これは照明や撮影をはじめとする他の部門でも同様である。その後、映画スタッフにフリーの者が増えたことで、エンドロールにはできるだけ多くのスタッフの氏名が掲載されるようになった。助監督についても多い場合には4名から5名が列記されることもあった。2000年以降、助監督はチーフのみを記載し、セカンド以下は「監督助手」として別表記される映画が増えてきた。さらに、それに加えて「監督応援」の表記がされることもある。

## 監督への道
かつては演出部として、映画監督を目指すには助監督から経験するのが一般的であった。これは、撮影や照明、出演者といった映画界の職人を相手に采配を振る監督という立場の学習でもあり、映画監督を目指す者にとっては、そもそも映画とは何かを勉強するための修行期間と位置づけられていた（もちろん、助監督を専業とするパターンもある）。
かつての映画の全盛期では「撮影所システム」が構築されており、助監督も含めた、俳優・監督・スタッフが長期専属契約で雇用され、量産体制で数多くの作品が作られていた。助監督は、ありとあらゆるジャンルの映画の撮影現場で勉強し、経験を重ね、やがて映画会社に能力を認められて1本の作品の監督を任せてもらう、という流れによって、正式に映画監督デビューすることができた。
しかし、映画の斜陽化によって製作本数が激減し、それに伴う合理化によって俳優・監督・スタッフの長期専属契約のシステムがなくなり、多くのスタッフがフリーとなった現在は、映画監督になるための手段として、必ずしも助監督を経験しなければならないという訳ではない。かつては大林宣彦監督のように、助監督を経験しない映画監督は珍しいとされてきたが、現在はテレビ業界やCM、シナリオライター、芸能人といった異業界からの監督就任も多く、むしろベテランの助監督が監督を補佐やアドバイスをするという傾向が強くなってきている。

## アニメーション
アニメ作品においても「助監督」というクレジットがたびたび見られるが、この場合は使い走りのような仕事ではなく、文字通り監督業務を補佐し、時にはいくつかの業務を代行をする役割を与えられた演出家のことである。同様のケースで副監督という記述をされることもある。